# Alois Oberhauser
Alois Oberhauser (* 20. Januar 1930 in St. Ingbert; † 1. November 2021) war ein deutscher Wirtschaftswissenschaftler und Hochschullehrer an der Universität Freiburg im Breisgau.

## Leben
Nach der Promotion zum Dr. rer. pol. in Münster 1955 und der Habilitation an der Universität München 1962 wurde er 1963 außerordentlicher und 1965 ordentlicher Professor für Volkswirtschaftslehre und Finanzwissenschaften in Freiburg im Breisgau. Oberhauser lebte in Gundelfingen und wurde 1995 emeritiert.
Seine Hauptforschungsgebiete waren Finanzwissenschaft, Geldpolitik und Sozial- und Verteilungspolitik.

## Schriften (Auswahl)
- Finanzpolitik und private Vermögensbildung. 1963.
- Finanzierungsalternativen der beruflichen Aus- und Weiterbildung. 1970.
- Stabilitätspolitik bei steigender Staatsquote. 1975.
- Liquiditätstheorie des Geldes als Gegenkonzept zum Monetarismus. In: Kredit und Kapital. 2, 1977, S. 207 ff.
- Unternehmenskonzentration und Wirksamkeit der Stabilitätspolitik. 1979.
- Familie und Haushalt als Transferempfänger. Situation, Mängel und Reformansätze. Frankfurt am Main 1989, ISBN 3-593-34080-1.
- Was ist uns die Einheit wert? Gleichheit und Gerechtigkeit in Deutschland. Thesen zum einleitenden Referat. Leipzig 1991, ISBN 3-7462-1014-3.
- mit Christian Rüsch: Wohnungspoltitik für Familien. Familienorientierte Förderung des Erwerbs selbstgenutzten Wohneigentums. Unter besonderer Berücksichtigung der Situation in den neuen Bundesländern. Grafschaft 1994, ISBN 3-929304-09-0.
- Vermögensverteilung als gesamtwirtschaftliche Aufgabe. Köln 1994, ISBN 3-7616-1222-2.